# Атуболу, Ноа
Ноа Атуболу (нем. Noah Atubolu; 25 мая 2002, Фрайбург-им-Брайсгау) — немецкий футболист, вратарь клуба «Фрайбург».

## Биография

### Клубная карьера
Родился в городе Фрайбург-им-Брайсгау в семье нигерийского происхождения. В 2015 году присоединился к юношеской команде «Фрайбурга». На профессиональном уровне дебютировал в сезоне 2020/21 в составе фарм-клуба, с которым в том же сезоне стал победителем Регионаллиги и в дальнейшем выступал за команду в третьей лиге. За основной состав «Фрайбурга» дебютировал 19 октября 2022 года в матче Кубка Германии против «Санкт-Паули» (2:1, ОТ). 3 ноября того же года сыграл в заключительном туре групповой стадии Лиги Европы против «Карабаха» (1:1).

### Карьера в сборной
В составе сборной Германии до 17 лет был участником чемпионата Европы 2019, на котором сыграл в заключительном матче группового этапа против Австрии (3:1). При этом матч уже не имел турнирного значения, поскольку по итогам первых двух матчей обе сборные лишились шансов на выход в плей-офф. Также выступал за молодёжную сборную Германии.

## Достижения

### Командные
«Фрайбург II»
- Победитель Регионаллиги: 2020/21

### Личные
- Обладатель бронзовой медали Фрица Вальтера: 2021 (до 19 лет)